# Daubenya aurea
Daubenya aurea är en sparrisväxtart som beskrevs av John Lindley. Daubenya aurea ingår i släktet Daubenya, och familjen sparrisväxter. Inga underarter finns listade i Catalogue of Life.